# بتلكو
شركة البحرين للاتصالات السلكية واللاسلكية (بالإنجليزية: Bahrain Telecommunications Company)‏ الشهيرة باختصارها باللغة الإنجليزية بتلكو (بالإنجليزية: BaTelCo)‏، هي شركة الاتصالات السلكية واللاسلكية الرئيسية في مملكة البحرين. يقع المقر الرئيسي للشركة في الهملة بمملكة البحرين. الشركة مدرجة في بورصة البحرين ويتم تداول أسهمها تحت الرمز بتلكو. توفر خدمات للهاتف النقال من خلال GSM 900 / GSM 1800 / GSM 2100 و1800 والإنترنت.

## الملكية
تأسست في عام 1981 باعتبارها شركة مساهمة عامة ويبلغ رأس المال المصرح به 200 مليون دينار بحريني (531 مليون دولار أمريكي). يشمل المساهمين الرئيسيين في بتلكو الشركات الحكومية (شركة ممتلكات القابضة والشركة العنبر القابضة العنبر والهيئة العامة للتأمين الاجتماعي) والعديد من المنظمات المالية والتجارية والبحرينية الخاصة ومندول مجلس التعاون الخليجي والمستثمرين الدوليين.

## الشركات التابعة والزميلة
تتضمن مجموعة بتلكو عدة شركات تابعة وزميلة ومشاريع مشتركة:
- بتلكو البحرين في البحرين (المملوكة 100٪).
- بتلكو مصر في مصر (100٪).
- شور في جزيرة مان (100٪) جنوب المحيط الأطلسي ودييغو غارسيا (100٪).
- شركة أمنية في الأردن (96.0٪).
- ديراغو في جزر المالديف (52.0٪).
- كواليتي نت في الكويت (44.0٪).
- سبأفون في اليمن (26.9٪).
- شركة اتحاد عذيب في المملكة العربية السعودية (15.0٪).

تطورت مجموعة بتلكو لتصبح شركة اتصالات كبرى مع استثمارات مباشرة وغير مباشرة في 16 منطقة جغرافية.

## الموظفين
توظف بتلكو حوالي 1,300 شخص في مملكة البحرين يشكل البحرينيون نسبة تفوق 90٪.

## عمليات الاندماج والاستحواذ
- 1998: حصلت على 44٪ من شركة كواليتي نت في اكتتاب عام من قبل وزارة الاتصالات في الكويت كجزء من إستراتيجية لخصخصة خدمات الاتصالات عبر الإنترنت والبيانات داخل دولة الكويت.
- 2001: تشكلت شركة بتلكو الأردن بعد دمج الأهلية للأنظمة ومعدات الاتصالات السلكية واللاسلكية والمجموعة الأولى للاتصالات مع بتلكو.
- 2003: تأسست شركة بتلكو مصر للاتصالات كشركة تابعة ومملوكة بالكامل لبتلكو الشرق الأوسط في القاهرة باعتبارها شركة مساهمة مصرية مغلقة.
- 2006: اشترت بتلكو حصة 96٪ من شركة أمنية للاتصالات المتنقلة في الأردن.[1]
- 2007: اشترت بتلكو حصة 20٪ في شركة سبأفون للاتصالات المتنقلة في اليمن مقابل 144 مليون دولار نقدا.
- 2008: كونسورتيوم بقيادة شركة بتلكو وبي سي سي دبليو في هونغ كونغ وفيريزون للاتصالات الأمريكية حصلت على الموافقة النهائية لتشغيل شبكة الهاتف الجديد في السعودية للخطوط الثابتة تحت مسمى شركة اتحاد عذيب للاتصالا. طرحت أسهم شركة عذيب للاكتتاب العام منذ فبراير 2009 وتقدم 30 مليون لشراء سهمها المقدر بسعر 10 ريال للسهم الواحد (الولايات المتحدة 2,67 دولار أمريكي) تمثل 30٪ من رأس مالها حيث كان سعر السهم ضعفين ونصف عن التقدير الأولي. جمعت عملية الاكتتاب 80 مليون دولار أمريكي.[2]
- تقدمت مجموعة بتلكو لشراء ما تبقى من أسهم 20 بالمئة لا يحتفظ بها بالفعل من قبل المجموعة في شركة بتلكو الأردن مقابل 2.126 مليون دينار أردني (3 ملايين دولار أمريكي). من خلال شركتها التابعة المملوكة بنسبة 96 في المئة فإن شركة أمنية للاتصالات المتنقلة قدمت بتلكو عرضا لجميع مساهمي بتلكو الأردن مما يقدر قيمة الشركة بـ 10.629 مليون دينار أردني.
- 2009: كونت بتلكو شراكة مع شركة الألفية الملكية الخاصة لتشكيل شركة بتلكو الهند المحدودة للألفية لشراء حصة 49٪ من شركة إس تيل المحدودة التي يقع مقرها في شيناي وهي شركة الهاتف المحمول الهندية التي أنشئت مؤخرا بقيمة 225 مليون دولار أمريكي.
- 2012: أعلنت بتلكو اتفاقها لبيع حصتها (42.7٪ من الأسهم) في شركة إس تيل الخاصة المحدودة لشريكها الهندي مؤسسة سكاي سيتي المحدودة مقابل 65.8 مليون دينار بحريني (174.5 مليون دولار أمريكي).
- 2013: أعلنت بتلكو اقتناء شركة كيبل اند وايرلس للاتصالات التي من خلالها استحوذت على شركة ديراغو في جزر المالديف وبالتالي استحوذت على شركة شور في جزر القنال وجزيرة مان وجزر فوكلاند وسانت هيلانة وأسنسيون ودييجو جارسيا. بلغ إجمالي المدفوع لهذه الأصول 570 مليون دولار أمريكي.[3]